# بورونسکی
بورونسکی (به لاتین: Boronsky) یک منطقهٔ مسکونی در روسیه است که در سرزمین آلتای واقع شده‌است.